# Α-カロテン
α-カロテン(α-Carotene)は、一方の末端がβ環でもう一方の末端がε環であるカロテンである。カロテンのうち、2番目に多く存在する。
生物内ではδ-カロテンから合成され、緑黄色野菜のみならず多くの植物にみられる。水にはほとんど溶けない脂溶性の物質で、純物質は紫色をしている。体内で酸化されレチノイドとなるが、βカロテンに比べると効力が低いとされている。
{\displaystyle {\rm {\left[\alpha \right]_{643}^{18}}}} = +385°、極大吸収 (CHCl3) 485, 454 nm。